# Ершов, Николай Евгеньевич

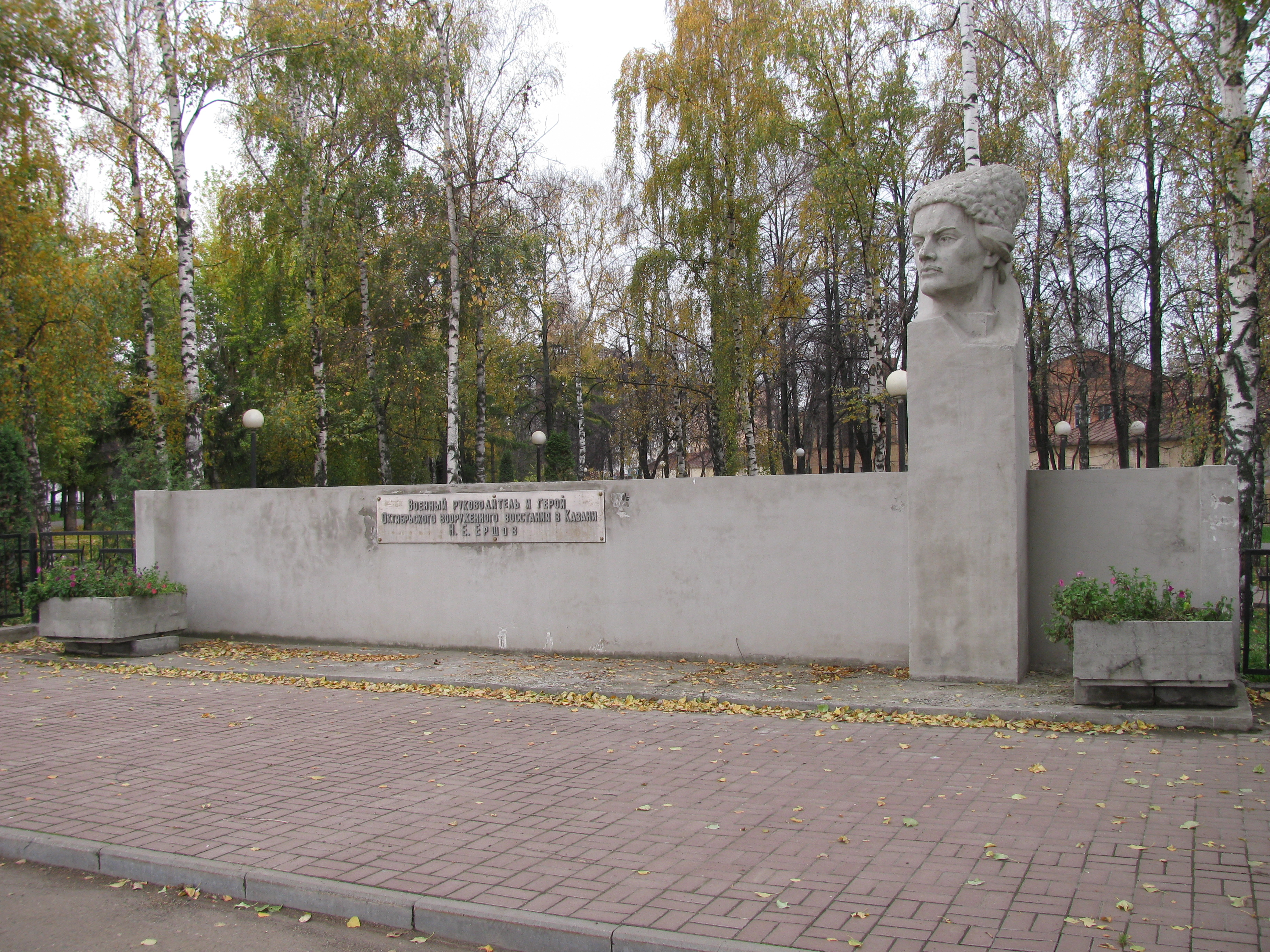
Монумент Н. Ершова в Казани

Никола́й Евге́ньевич Ершо́в (1892—1928) — советский военный деятель, прапорщик (1916) русской Императорской армии, военный руководитель Октябрьского вооружённого восстания в Казани. Главный начальник (командующий) Казанского военного округа (ноябрь 1917 год — май 1918 года).

## Биография
Николай Ершов родился в семье сельского портного. Окончив коммерческое училище в Саратове, поступил на экономическое отделение Московского коммерческого института.
По окончании второго курса, летом 1916 года был мобилизован и направлен в Московскую школу прапорщиков. В ноябре был направлен в Петроград.
Оказался в центре бурных революционных событий 1917 года. Школой политического воспитания для него стала служба в 1-м пулеметном полку.
В июльских событиях пулемётчики приняли активное участие в демонстрации трудящихся и коллективно отказались от отправки на фронт. В результате полк был расформирован, солдат и офицеров разослали по разным городам. Николай попал в Казань во второй дивизион запасной артиллерийской бригады.
Здесь Николай сблизился с революционно настроенными артиллеристами. Выступая на воинских митингах и собраниях, проявляет себя хорошим оратором. Николай избирается заместителем председателя солдатской секции Казанского Совета. А когда 31 августа 1917 года руководство в Совете перешло к большевикам, стал её председателем исполкома и руководителем военной организации большевиков.
По поручению Казанского комитета большевиков Николай Ершов возглавлял военно-революционный штаб. Днём 24 октября отряд юнкеров с броневиками двинулся к расположению первого артдивизиона на Арском поле, но был встречен огнём. В это время вступили в бой отряды Красной гвардии и восставшие полки. Действуя по разработанному плану, они наступали от окраин, рабочих слобод к центру города, сжимая в кольцо основные пункты сопротивления противника. Последний опорный пункт старого режима — Кремль пал в ночь на 26 октября.
После победы вооружённого восстания Н. Е. Ершов избирается командующим Казанским военным округом и входит в состав ревкома.
В начале 1918 года Николай Ершов участвует в разгроме мятежа атамана Дутова. В дальнейшем — участник Гражданской войны в Сибири и на Дальнем Востоке, с февраля 1918 года член Центросибири (ЦИК Советов Сибири — высший орган советской власти в Сибири). Летом 1918 года — член Забайкальского Военно-революционного штаба по борьбе с отрядами атамана Семенова. После падения советской власти в Сибири, с осени 1918 года — в краснопартизанских отрядах. В 1919 году — начальник подпольного оперативного штаба по подготовке вооружённого восстания против интервентов и белых в Благовещенске. В 1920—1921 годах — командир полка.
С 1923 года Ершов — в органах ОГПУ, работал экономистом.
В 1928 году погиб в автомобильной катастрофе. Н. Е. Ершов похоронен в Москве, на Новом Донском кладбище. Урна с прахом  находится в колумбарии №1 /здание храма/

## Память
В Казани имеется улица имени Николая Ершова. А в сквере на улице Ершова в 1967 году был установлен памятник-бюст революционеру.
Именем Николая Ершова названа улица в г. Набережные Челны.